# -Dreaming Girl- 恋、はじめまして
「-Dreaming Girl- 恋、はじめまして」（ドリーミング ガール こい、はじめまして）は岡田有希子の3枚目のシングルである。1984年9月21日、キャニオン・レコード（現：ポニーキャニオン）から発売された（規格品番：7A0416）。
ファンの間では「恋はじ」の略称で呼ばれている。

## 解説
この曲は竹内まりやが岡田のために作詞・作曲を手掛けた「学園三部作」の最終作になる。
デビュー曲の1作目「ファースト・デイト」で同級生との思いがけない馴れ初めを、次作「リトル プリンセス」で遊園地での親密なデートを描き、さらにこの3作目では、なかなか会えない恋人を想いながら「素敵なレディ」への成長を夢見る少女のときめきを歌って、あたかもファンの男子と次第に愛を深め合っているかのような三部作構成になっている。
この曲は、1984年10月8日のオリコンチャートで7位に入り、岡田にとってデビュー半年目にして初のトップ10入りとなった。そして『ザ・ベストテン』にも初のランクインを果たし（10月18日放送回）、岡田はこの曲によって売れっ子アイドルとしての地位を確かなものとした。なお、『ザ・ベストテン』に初出演した歌手は、記念にサインをすることになっていたが、岡田有希子がこの楽曲で初登場したときには、サインに顔のイラストを添えていた。

### 受賞歴
- 第17回新宿音楽祭 金賞
- 第15回日本歌謡大賞 放送音楽新人賞候補賞・優秀放送音楽新人賞
- '84FNS歌謡祭 優秀新人賞・最優秀新人賞
- '84あなたが選ぶ全日本歌謡音楽祭 銀賞・最優秀新人賞
- 第26回日本レコード大賞 新人賞・最優秀新人賞

## 収録曲
1. -Dreaming Girl- 恋、はじめまして
  - 作詞・作曲: 竹内まりや、編曲: 萩田光雄
  - 江崎グリコ「グリコ・セシルチョコレート」CMソング
2. 気まぐれTeenage Love
  - 作詞・作曲: 竹内まりや、編曲: 萩田光雄

## カバー
セルフカバー
- 「-Dreaming Girl- 恋、はじめまして」は、竹内まりや自身によるセルフカバーが、2019年9月4日発売のデビュー40周年記念アルバム『Turntable』に収録されている。タイトルは「Dreaming Girl」の部分が省かれ「恋、はじめまして」になっている。アレンジは竹内の意向でオリジナルほぼそのままになっており、萩田光雄も「オリジナルアレンジ」でクレジットされている。

中国語版カバー
- 伊能静が1987年、アルバム『有我有你』で「-Dreaming Girl- 恋、はじめまして」を中国語版「初戀」としてカバーしている。